# Apistogramma similis
Apistogramma similis es una especie de peces de la familia Cichlidae en el orden de los Perciformes.

## Distribución geográfica
Se encuentran en Sudamérica: Bolivia.